# 振內站

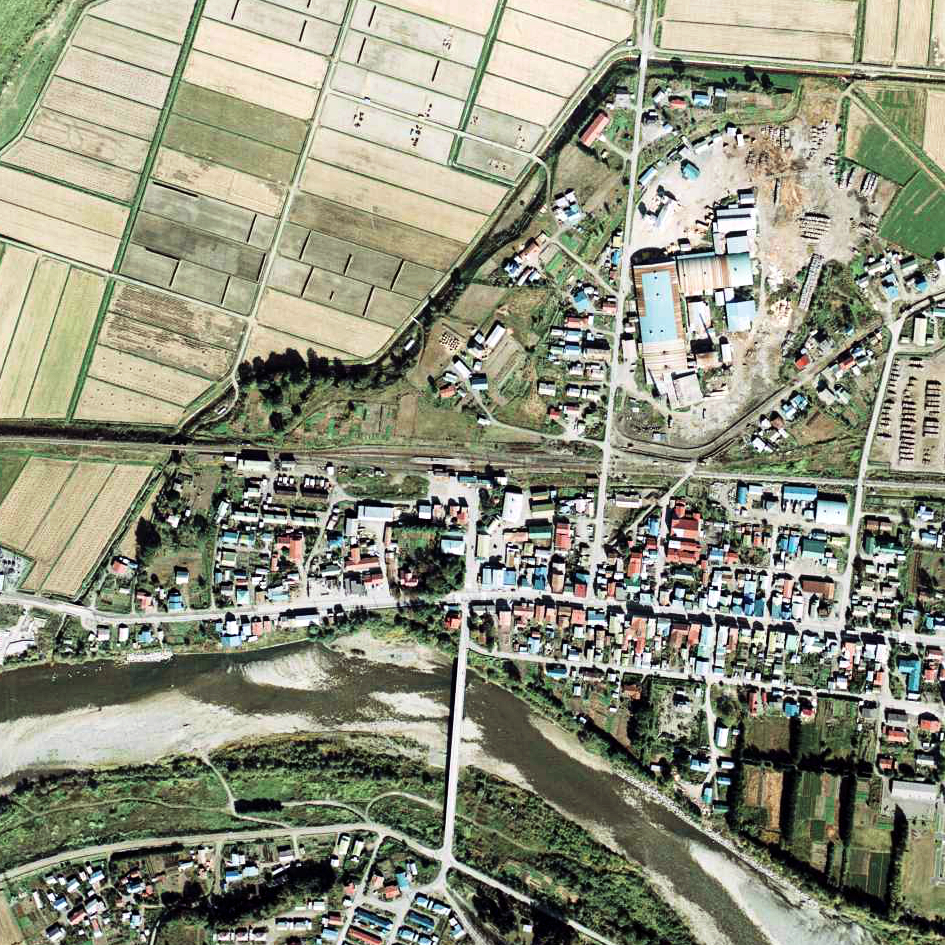
1978年的振內站與方圓約750米範圍。右邊是日高町方向。

振內站（日语：／ Furenai eki */?）是位於北海道沙流郡平取町振內，日本國有鐵道的富內線車站（廢站）。隨著富內線廢除，車站在1986年（昭和61年）11月1日廢除。

## 歷史
- 1958年（昭和33年）11月15日 - 富內站至此站之間開通，此站啟用[5][1]。當時為一般車站[2]。
- 1959年（昭和34年） - 鋪設500米專用線連接振內營林署管轄的儲木場[6]。
- 1964年（昭和39年）11月5日 - 此站至日高町站之間開通，成為中途站。
- 1982年（昭和57年）11月15日 - 結束處理貨物[2]。
- 1984年（昭和59年）2月1日 - 結束處理行李[2]。
- 1986年（昭和61年）11月1日 - 富內線全線廢除，此站也廢除[3]。

### 站名的由來
站名取自所在地名。地名源自阿伊努語的「フレナイ（hure-nay）」，其意思為「紅色、河流」。

## 車站構造
截至車站廢除前，此站是地面車站，設有1面2線的島式月台。當時可進行列車交會。靠近車站大樓的月台（南邊）是上行線，外側（北邊）是下行線。此站沒有編排月台編號。上下行本線外側各設有安全側線。上行線另外設有路軌分支，連接車站大樓旁邊的短貨物月台（單式月台）。
此站是職員配置站。車站大樓位於站內南邊，鄰接月台東邊與站內平交道。

## 使用狀況
- 在1981年度（昭和56年度），1日上下車人次為106人[8]。

## 車站周邊
- 國道237號（日高國道）
- 北海道道638號宿志別振內停車場線（日语：北海道道638号宿志別振内停車場線）
- 北海道道797號貫氣別振內線（日语：北海道道797号貫気別振内線）
- 平取町公所振內分所
- 門別警署（日语：門別警察署）振內駐在所
- 振內郵局
- 平取町立振內中學
- 平取町立振內小學
- 苫小牧信用金庫（日语：苫小牧信用金庫）振內代理店
- 平取農業協同組合（日语：びらとり農業協同組合）（JA平取）振內分所
- 沙流川[9]
- 振內山 - 車站東北方約7.5公里[8]。
- 道南巴士（日语：道南バス）「振內案內所」巴士站

## 現況
舊站於1986年（昭和61年）11月起由平取町建設「振內鐵道紀念館」。車站大樓被撤走，同時重建了一座與巴士候車室兼用的建築物，館內1樓展出了C58形蒸氣機車的車輪、當時使用的閉塞器、用品、維護路軌用具、車站紀念章和相片。館外保留了當時的狀態，設有包含側線的路軌、月台和臂木式號誌機。在舊上行線放置了向蘇聯新製的日本國鐵D51型蒸汽機車D51-23號機，該機車從薩哈林（舊・樺太）遷移回此處作展示。另外，舊下行線月台旁放置了國鐵舊型客車SuHa45形SuHa45 37和SuHaFu42形SuHaFu42 519共2輛。客車被用作騎士之家，內装變為住宿設施。月台上設置了此站、幌毛志站、仁世宇站和岩知志站的站名牌。

## 其他
以此站作為到發站的區間列車中。設有上下行各1班（下行：鵡川站至此站之間，上行：此站至苫小牧站之間）（截至1985年（昭和60年）3月14日時間表修正，（廢除的時間表））。

## 相鄰車站
日本國有鐵道
富內線
幌毛志－振內－仁世宇

## 注腳
1. 1 2  “日勝線の一部 富内から振内間（13キロ）18年ぶりで開通”. 北海道新聞 (北海道新聞社). (1958年11月16日)
2. 1 2 3 4 5  石野哲（編）. . JTB. 1998: 866. ISBN 978-4-533-02980-6 （日语）.
3. 1 2  “胆振、富内線きょう限り”. 北海道新聞 (北海道新聞社). (1986年10月31日)
4. ↑  . 官報. 1986-10-14 （日语）.
5. 1 2   第1版. 札幌市: 日本国有鉄道北海道総局. 1973-03-25: 98. ASIN B000J9RBUY （日语）.
6. ↑  北海道營林局（直轄）50年史 平成9年11月發行 P310。
7. ↑  山田秀三. . アイヌ語地名の研究　別巻 2. 浦安市: 草風館. 2018-11-30: 366. ISBN 978-4-88323-114-0 （日语）.
8. 1 2 3 4 5  書籍《国鉄全線各駅停車1 北海道690駅》（小學館，1983年7月發行）107頁。
9. ↑  書籍《北海道道路地図 改訂版》（地勢堂，1980年3月發行）11頁。
10. 1 2 3 4  書籍《全国保存鉄道III 東日本編》（監修：白川淳，JTB出版，1998年11月發行）27頁。
11. 1 2 3 4  書籍《北海道の鉄道廃線跡》（著：本久公洋，北海道新聞社，2011年9月發行）90-91頁。
12. ↑  書籍《蒸気機関車完全名鑑 ビジュアル改訂版》（廣濟堂Best Book（日语：廣済堂あかつき），2011年1月發行）54頁。
13. ↑  書籍《廃線終着駅を訪ねる 国鉄・JR編》（著：三宅俊彥（日语：三宅俊彦）、JTB出版，2010年4月發行）28-29頁。

## 外部連結
- 文化・歴史體驗：：平取町官方主頁 （页面存档备份，存于）（日語）
- 振內鐵道紀念館／北海道文化資源DB （页面存档备份，存于）（日語）
- 平取町商工會：振內鐵道紀念館，存于